# Brisighella
Brisighella is een gemeente in de Italiaanse provincie Ravenna (regio Emilia-Romagna) en telt 7740 inwoners (31-12-2004). De oppervlakte bedraagt 194,3 km², de bevolkingsdichtheid is 40 inwoners per km².

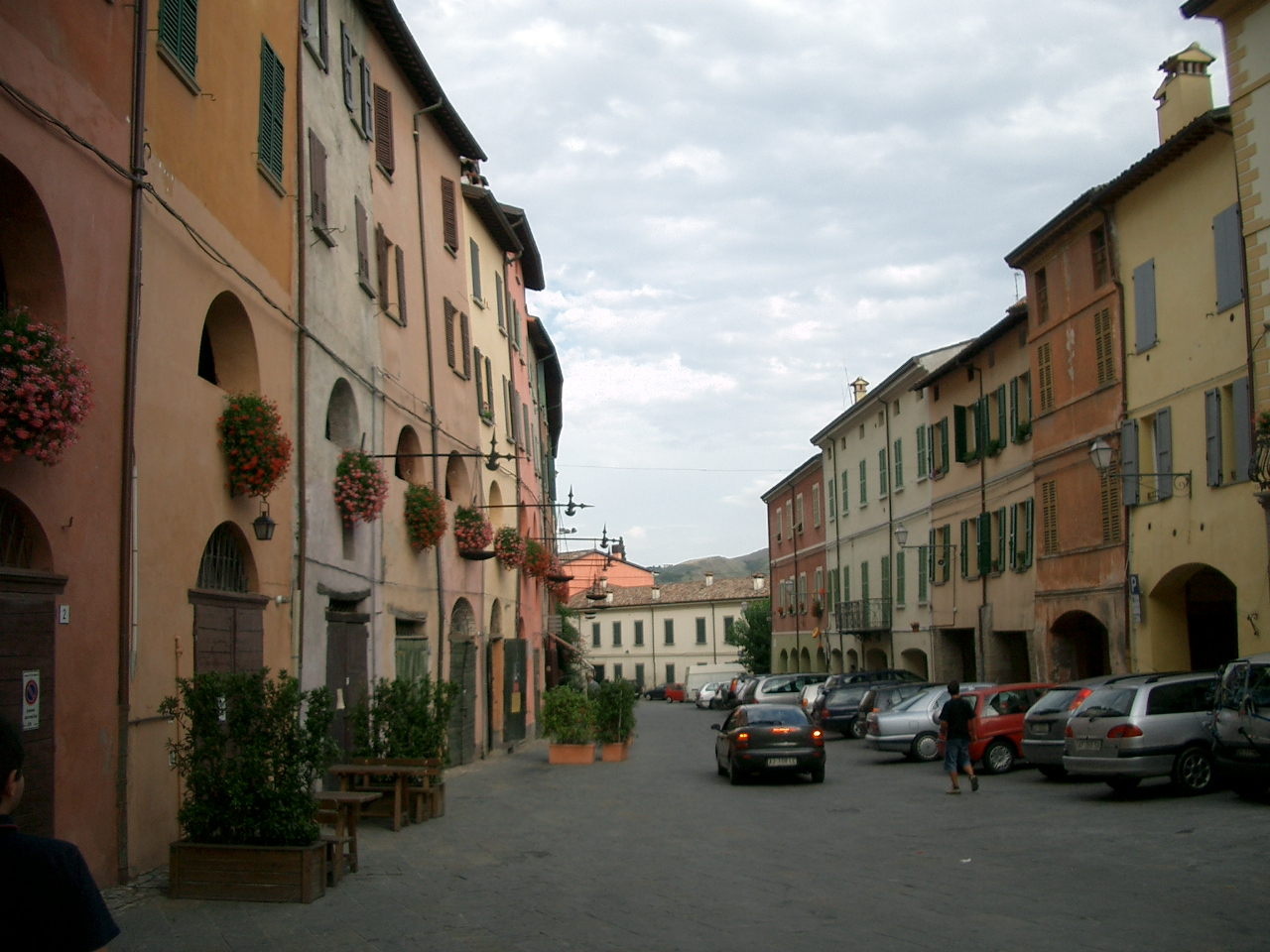
Stadsgezicht van Brisighella

## Buurtschappen
De volgende frazioni maken deel uit van de gemeente: Boesimo, Casale, Castellina, Croce Daniele, Fognano, Fornazzano, La strada, Marzeno, Monteromano, Pietramora, Purocielo, Rontana, San Cassiano, San Martino, Urbiano, Villa San Giorgio in Vezzano, Zattaglia.

## Demografie
Brisighella telt ongeveer 3337 huishoudens. Het aantal inwoners daalde in de periode 1991-2001 met 3,9% volgens cijfers uit de tienjaarlijkse volkstellingen van ISTAT.
| Jaar | Inwoneraantal |
| ---- | ------------- |
| 1991 | 7803          |
| 2001 | 7500          |

## Geografie
Brisighella grenst aan de volgende gemeenten: Casola Valsenio, Castrocaro Terme e Terra del Sole (FC), Faenza, Forlì (FC), Marradi (FI), Modigliana (FC), Palazzuolo sul Senio (FI), Riolo Terme.
Op het grondgebied van de gemeente ligt een deel van het regionaal park Vena del Gesso Romagnola.

## Geboren
In Brisighella werd een zestal kardinalen van de Rooms-Katholieke Kerk geboren:
- Giacomo Cattani (1823-1887)
- Michele Lega (1860-1935)
- Gaetano Cicognani (1881-1962), geestelijke en kardinaal
- Amleto Giovanni Cicognani (1883-1973), kardinaal-staatssecretaris
- Dino Monduzzi (1922-2006)
- Achille Silvestrini (1923-2019)